# بولگوکسا
بولگوکسا اصلی‌ترین معبد قوانین جوگی در بودای کره‌ای در استان جئونسانگبوک-دو کره جنوبی است . این مکان جایگاه هفت گنجینه کره جنوبی است که شامل دابوتاپ و پاگودای سنگی سئوک گاتاپ، چئونگان – گیو ( پل ابر آبی ) و دو مجسمه برنزی از بودا می‌باشد . این معبد توسط دولت کره جنوبی به عنوان مکان تاریخی و نمایشی شماره ۱ طبقه‌بندی شده‌است . در سال ۱۹۹۵، بولگوکسا همراه با سئوک گورام که در چهار کیلومتری شرق واقع شده‌است، به فهرست میراث جهانی اضافه شدند . این شاهکار دوران طلایی هنر بودایی در پادشاهی شیلا محسوب می شود . امروزه این معبد اصلی منطقه یازدهم نظم جوگیه بودیسم کره است .در طول بازسازی « بتکده‌ای که سایه‌ای نمی‌افکند »، یک چاپ باستانی از یک سوترای بودایی کشف شد. قدمت این چاپ به سال 751 میلادی برمی‌گردد و قدیمی‌ترین چاپ چوبی کشف شده در جهان است.